# East Grimstead
East Grimstead är en by i civil parish Grimstead, i distriktet Wiltshire, i grevskapet Wiltshire, i England. Byn är belägen 9 km från Salisbury. East Grimstead var en civil parish 1866–1934 när blev den en del av Grimstead. Civil parish hade 116 invånare år 1931.